# 久遠ゆり
久遠 ゆり（くおん ゆり、1975年2月21日 - ）は、日本のAV女優。
かつては米田 友花（よねだ ともか、よねだ ゆとも）名義で出演していた。人妻物、熟女物に出演。

## 略歴
2003年に「米田友花」にてAVデビュー。ブランクを経て2005年から「久遠ゆり（ユリ）」にて出演。2006年に引退している。

## 出演作

### アダルトビデオ
米田友花 名義
撮りおろし作品
2003年
- 『SEX 処刑前夜 若く美しい5人の女体』（5月10日）
- 『御奉仕シミュレーションゲーム メイドバトル2』（5月16日、メディアアーツ）共演:杉森風緒
- 『KikaQueenファクトリーピカイチ!Pica1 vol.4』（5月31日）
- 『昭和裏本・お姉ちゃんの乳房・お母ちゃんの全裸』（6月10日、FAプロ）他出演:山本さき、桐島秋子
- 『素人マダムズ［LEVEL A］ 其の十三』（6月13日）
- 『隣の奥さんに甘えたい11』（6月14日）
- 『大空の匂い VOL.4』（6月22日）
- 『心に残るアダルトビデオ　女体』（6月25日）
- 『団地妻　こんなに濡れてるのッ誰かお願い･･･』（6月25日）
- 『私脱いだらスゴイんです　絶頂淫妻編』（6月29日）
- 『誰にも言えない人妻の秘密 11』（7月16日）
- 『奥様欲情日記 上品ぶったって奥さん 下の方はホラ、こんなに』（7月21日、アテナ映像）他出演:友田真希、椿さゆり、藤本瞳
- 『Madam Erotica 3』（7月22日）
- 『世間によくある話し 嫁の肉体を共有する一家 孫の嫁を妊娠させた祖父』（7月25日）
- 『三十路フェラチズム 熟女生尺づくし』（7月28日、熟女日本海）他出演:友田真希、友崎亜希、池内みさき、月野真夜、如月未来、上原奈緒、北原翔子、桜井良子、水城玲奈、朝倉ひろみ
- 『兄嫁は昼下り性獣になる』（7月30日）
- 『お姉さんが癒してあげるね』（8月3日 ディープス）
- 『三姉妹物語　巨乳若奥様がいる足つぼマッサージ店』（8月21日）
- 『レズ奴隷』（9月5日 ディープス）…共演:宮地奈々、岡崎こずえ
- 『美人女教師レイプ』（9月19日 ヒビノ）
- 『非道徳エロス 夫の父とできた嫁』（10月10日）
- 『ボクの好きな即尺先生』（10月18日 ディープス）
- 『悩ましき　熟女・淑女・中年女　SEX集』（10月25日）

2004年
- 『夏・女教師』（2月16日）
- 『秘密の人妻コレクション』（2月20日 メディアバンク）共演:結衣美沙他
- 『艶熟生出し4』（7月9日 アイルビークリエイト）他出演:結衣美沙

2006年
- 『美熟女JAPAN　*010』（2月20日）

2007年
- 『生出し人妻のあえぎ』（3月23日、Nadeshiko）他出演:君島美香、小池絵美子、葉山瑶子、下平あや、矢口りさ子、紅蘭、美月ゆう子、谷川まお、結城美沙
- 『米田友花 大全集』（10月18日）
- 『いいチチ いいケツ いいマ○コ』
- 『素人が一番！ 03』

久遠ゆり 名義
- 『人妻温泉13』（2005年12月10日）
- 『人妻デリバリー4』（2005年12月17日）
- 『独占!人の妻ワイドスペシャル 主人じゃだめなの･･･私を狂わせてッ!涙に秘められた妻の本音』（2005年12月31日）
- 『全裸巨乳20人!美少女だらけの運動会！』（2006年1月16日）
- 『好色妻 私、Mなんです…誰でもいいから犯して下さい』（2006年2月10日 隼エージェンシー）
- 『近親相姦8ストーリー -第十二章-』（2006年3月10日 隼エージェンシー）他出演:山吹梢、五島せり、つかもと友希、楠本ゆかり、若葉ひな、福山洋子、永瀬美羽
- 『極上4時間 手淫&舌淫SP3 怒涛の50連発+バイブ攻め発射10連発』（2006年3月10日、隼エージェンシー）オムニバス作品
- 『昼下がりの犯され妻 9人の奴隷妻』（2006年10月10日、隼エージェンシー）他8名出演
- 『抜きまくる人妻たち 美しい人妻30人のフェラ&手こき』（2006年11月19日 BRAVO）他29名出演